# Bolbe lowi
Bolbe lowi – gatunek modliszki z rodziny Nanomantidae, występujący w Australii oraz w Oceanii, opisany przez Scotta LaGreca w 1969 roku.